# L'opera d'arte nell'epoca della sua riproducibilità tecnica
L'opera d'arte nell'epoca della sua riproducibilità tecnica è un saggio di critica culturale di Walter Benjamin. Il soggetto e i temi del saggio influenzarono vastamente campi come la storia dell'arte e la teoria dell'architettura, gli studi culturali e quelli sul ruolo dei massmedia..
Negli anni del regime nazista in Germania, Benjamin volle produrre una teoria dell'arte che fosse utilizzabile «per la formulazione di esigenze rivoluzionarie nella politica culturale». Nell'epoca della riproduzione meccanica, tali esigenze, nonché l'assenza del valore tradizionale e rituale dell'arte, avrebbero fatto sì che la produzione artistica fosse intrinsecamente basata sulla prassi della politica.
Del saggio esistono 5 differenti versioni, a vario livello di incompiutezza, elaborate da Benjamin tra il 1935 e il 1939: 4 in lingua tedesca; una in francese, l'unica pubblicata dall'autore vivente, con la traduzione di Pierre Klossowski, ma sconfessata dall'autore per i tagli redazionali apportati senza il suo consenso e le manipolazioni del suo pensiero.

## Tesi
Benjamin sostiene che l'introduzione, all'inizio del XX secolo, di nuove tecniche per produrre, riprodurre e diffondere, a livello di massa, opere d'arte ha radicalmente cambiato l'atteggiamento verso l'arte sia degli artisti sia del pubblico. Egli intreccia due temi: la riflessione sul rapporto tra arte e tecnica e la fruizione dell'opera d'arte nella società di massa. Ritiene che alcune caratteristiche tradizionali dell'arte, ossia i concetti di creatività, genio, valore eterno e mistero, possano essere utilizzate dai totalitarismi: recidendo l'arte dal suo legame con la vita quotidiana e con le condizioni concrete dell'esistenza, escludendo dalla sua fruizione le persone comuni. I totalitarismi utilizzano l'esperienza artistica come strumento di controllo delle masse attraverso un'“estetizzazione della politica”. L'esperienza estetica viene strumentalizzata come forma di comunicazione non razionale ma carismatica per coinvolgere e massificare la folla. 
Benjamin intende proporre invece una serie di concetti estetici nuovi, inutilizzabili dai totalitarismi, e funzionali invece alla liberazione e all'emancipazione ‘rivoluzionaria’.
Nel primo paragrafo Benjamin sottolinea che l'opera d'arte è sempre stata riproducibile e riprodotta, per studio, amore o guadagno, attraverso procedimenti quali la silografia ed altre tecniche grafiche, ma queste forme di riproduzione erano comunque procedimenti artigianali, di dimensioni limitate, legate alla velocità della mano.
La stampa è stato il primo procedimento di riproduzione meccanico, che ha trasformato profondamente la produzione scritta e le sue forme di fruizione.  Allo stesso modo e con lo stesso ritmo la litografia ha reso possibile una riproduzione ed una diffusione commerciale capace di riprodurre anche le scene della quotidianità e di riconfigurare il rapporto tra l'oggetto dell'arte, tradizionalmente elevato, e la vita. 
Queste tecniche erano tuttavia ancora legate al ritmo della manualità: la fotografia e la ripresa cinematografica, dipendenti dall'occhio, hanno impresso un'ulteriore accelerazione, raggiungendo la velocità dell'oralità e dell'azione. Ma le potenzialità tecniche del 1900 non modificavano solo la capacità di produzione e riproduzione artistica, ma modificavano anche i modi e le forme della fruizione dell'arte da parte del pubblico.
La riproduzione tecnicamente perfetta della fotografia o del cinema modifica lo statuto stesso dell'opera d'arte. Nel passato la relazione tra l'arte e lo spettatore era definito dall'unicità ed irripetibilità dell'opera d'arte, dal suo esistere solo ‘hic et nunc’. Fa parte di questa unicità anche la tradizione, cioè la storia concreta di ogni singola opera, con le sue modificazioni materiali ed i passaggi di proprietà. Questa dimensione genetica e temporale dell'esistenza artistica si condensa nella sua ‘autenticità’, rispetto alla quale ogni forma di riproduzione manuale risulta falsa.
Tuttavia la contrapposizione autentico / falso non ha senso per l'età della riproduzione tecnica, poiché essa non si limita a riprodurre, ma propone l'opera d'arte in un contesto diverso rispetto a quello tradizionale della sua fruizione: la riproduzione fotografica o discografica consente di ‘trasportare’ l'opera in un contesto di consumo quotidiano.
La riproduzione ripete l'opera d'arte sottraendole l'autenticità, che ne costituiva nel passato la caratteristica fondamentale, l'essenza stessa dal punto di vista della fruizione, che si trasforma in consumo. Da evento irripetibile l'opera si trasforma attraverso la moltiplicazione delle riproduzioni. Questo fenomeno è strettamente collegato con l'avvento della società di massa, la cui forma artistica caratteristica è il cinema. Allo spettatore si sostituisce il pubblico, alla fruizione il consumo che ‘attualizza’ il riprodotto. L'arte perde in questo modo la sua caratteristica tradizionale, l'aura. 
Questa trasformazione deve essere compresa nel senso che la fruizione dell'arte è legata a delle premesse sociali ed alle condizioni concrete della sua produzione e della sua destinazione, che hanno subito dei cambiamenti nel corso della storia. 
Benjamin spiega il concetto di aura risalendo alle origini dell'opera d'arte, che prima di essere oggetto estetico (valore espositivo) appare come oggetto di culto e di devozione (valore cultuale).
Non solo opere di culture primitive e antiche, ma anche oggetti come una pala d'altare rispondono a questa destinazione originale. L'aura dell'arte espositiva conserva in qualche modo quella cultuale della manifestazione divina.
Superando progressivamente questo valore cultuale si è andato affermando quello rappresentativo, che consiste in una considerazione estetica, profana, indipendente dall'originario contesto religioso: l'opera vive ora trasposta in uno spazio diverso, quello museale, anch'esso caratterizzato da separatezza e unicità rispetto allo spettatore. Si tratta pur sempre di un rituale, sia pure secolarizzato, in cui si esercita il culto della bellezza come apparizione, teofania di una realtà che sembra trascendere le proprie caratteristiche materiali. In questo si concretizza l'aura dell'opera d'arte secondo la tradizione e le modalità di creazione e fruizione estetica. 
L'età della riproducibilità tecnica e del consumo da parte delle masse costituisce una nuova trasformazione delle premesse sociali e delle modalità di percezione dell'opera d'arte che dipendono da due fattori, lo sviluppo della tecnica e l'affermarsi della società di massa. 
Tuttavia, si sbagliano gli entusiasti come il regista Abel Gance, quando credono che questa capacità tecnica di riprodurre farà rinascere (attualizzare) e diffondere l'arte tradizionale tra le masse: «Shakespeare, Rembrandt, Beethoven faranno dei film... Tutte le leggende, tutte le mitologie e tutti i miti, tutti i fondatori di religioni, anzi tutte le religioni... aspettano la loro risurrezione nel film, e gli eroi si accalcano alle porte».
Al contrario essi, senza rendersene conto, invitano a una liquidazione generale dell'arte tradizionale, cioè dell'aura e della unicità - autenticità.
L'importanza delle masse nell'età attuale si manifesta per la ricezione dell'arte in due modi: prima come desiderio di avvicinare e ‘impossessarsi’ dell'opera d'arte attraverso la sua riproducibilità; l'altro aspetto riguarda la trasformazione della ‘durata’ dell'opera d'arte (evento unico ed irripetibile), nella labilità della sua riproduzione, che viene ‘consumata’ sotto forma di immagine nelle illustrazioni dei giornali o dei settimanali. 
Secondo Benjamin, tecniche quali il cinema, il fonografo o la fotografia invalidano la concezione tradizionale di "autenticità" dell'opera d'arte. Infatti, tali nuove tecniche permettono un tipo di fruizione nella quale perde di senso il distinguere tra fruizione dell'originale e fruizione di una copia. Ad esempio, mentre per un quadro di epoca rinascimentale non è la stessa cosa guardare l'originale o guardarne una copia realizzata da un altro artista, per un film questa distinzione non esiste, in quanto la fruizione dello stesso avviene mediante migliaia di copie che vengono proiettate contemporaneamente in luoghi diversi; e nessuno degli spettatori del film ne fruisce in modo "privilegiato" rispetto a qualsiasi altro spettatore.
In forza di ciò, si realizza il fenomeno che Benjamin chiama la "perdita dell'aura" dell'opera d'arte. L'aura (concetto che Benjamin elabora partendo da un'intuizione di Baudelaire) era una sorta di sensazione, di carattere mistico o religioso in senso lato, suscitata nello spettatore dalla presenza materiale dell'esemplare originale di un'opera d'arte.
Secondo Benjamin, l'arte nacque storicamente in connessione con la religione (Benjamin richiama in proposito l'esempio delle pitture rupestri di epoca preistorica), e proprio il fenomeno dell'aura costituì per lungo tempo una traccia di questa sua origine. Il concetto di "arte per l'arte", tipico dell'estetismo decadente, rappresenta secondo Benjamin l'ultimo correlativo, in sede di teoria estetica, del fenomeno dell'aura. Ma contemporaneamente al decadentismo nacque la cultura di massa: per Benjamin fu proprio quest'ultima che iniziò per la prima volta a rimuovere l'aura dalle opere artistiche.
Le due forme sotto cui si presenta l'arte del secolo ventesimo - da una parte la cultura di massa, dall'altra l'avanguardia artistica - sono secondo Benjamin accomunate entrambe dalla perdita dell'aura: come il cinema abolisce la contemplazione attraverso il rapido succedersi delle immagini, così il dadaismo dissacra letteralmente l'arte, utilizzando materiali degradati in funzione provocatoria.
Avendo perso con l'aura il suo carattere di sacralità (ovverosia, per usare l'espressione di Benjamin, il suo aspetto "cultuale"), l'arte del '900, per Benjamin, si pone l'obiettivo di cambiare direttamente la vita quotidiana delle persone, influenzando il loro comportamento: l'arte cioè assume un ruolo in senso lato politico. Sempre secondo Benjamin, tale influenza politica può esercitarsi sia in direzione progressista, sia in direzione reazionaria.
Un tipico esempio di uso reazionario dell'arte applicata alla politica è, per Benjamin, costituito dal fascismo. Il fascismo adopera le nuove tecniche di produzione e diffusione del fatto artistico allo scopo di assoggettare le masse, ipnotizzandole mediante la riproposizione mistificante di una sorta di falsa aura, prodotta artificialmente attorno alla figura del Capo: «Il fascismo tende [...] a un'estetizzazione della vita politica. Alla violenza esercitata sulle masse, che vengono schiacciate nel culto di un duce, corrisponde la violenza da parte di un'apparecchiatura, di cui esso si serve per la produzione di valori cultuali.»
Se per Benjamin il fascismo ha estetizzato la politica, il comunismo (che per Benjamin è rappresentato essenzialmente dall'avanguardia marxista degli anni venti e dei primi anni trenta del ventesimo secolo) gli risponde politicizzando l'arte.» Nel cinema di Sergej Ėjzenštejn e nel teatro di Bertolt Brecht si realizzano, secondo Benjamin, positive tendenze alla democratizzazione dell'arte e alla cessazione della distinzione tra artista e pubblico.

## Storia editoriale e fortuna critica
Esistono quattro stesure del saggio L'opera d'arte nell'epoca della sua riproducibilità tecnica: la prima fu scritta da Benjamin tra il settembre e l'ottobre del 1935; la seconda tra la fine del 1935 e il febbraio 1936; la terza fra il gennaio e l'aprile 1936; la quarta fra la primavera del 1936 e il 1939. Mentre le prime due stesure rimasero inedite durante la vita dell'autore, la terza stesura fu pubblicata per la prima volta a Parigi nel 1936 nella Zeitschrift für Sozialforschung (la rivista teorica della Scuola di Francoforte), in una traduzione francese curata da Pierre Klossowski. Questa edizione apparve con una serie di tagli redazionali non approvati da Benjamin, il quale venne a sapere di tali interventi solo quando il testo era ormai in stampa; in alcune lettere indirizzate al direttore della Scuola di Francoforte Max Horkheimer, l'autore protestò vivacemente contro tale arbitraria manipolazione del suo saggio, e continuò a elaborarlo fino a giungere alla quarta stesura del 1939, il cui testo apparve (postumo) solo nel 1955.
La prima traduzione italiana de L'opera d'arte nell'epoca della sua riproducibilità tecnica fu condotta sulla quarta stesura e apparve nel 1966 per i tipi dell'editore Einaudi, in un volume con lo stesso titolo (da allora più volte ristampato) che comprendeva oltre al saggio, anche la traduzione degli scritti beniaminiani Piccola storia della fotografia (edizione tedesca 1931), Eduard Fuchs, il collezionista e lo storico (ed. ted. 1937), e due saggi su Bertolt Brecht: Che cos'è il teatro epico? (ed. ted. 1939) e Commenti ad alcune liriche di Brecht (ed. ted. postuma, 1955). Di lì a poco, nelle facoltà universitarie occupate, divenne «uno dei testi canonici della contestazione giovanile». Nel VI volume delle Opere complete di Benjamin, pubblicate dall'Einaudi, sono ora disponibili anche la seconda stesura (qui però erroneamente indicata come la prima) e la terza stesura in francese.
Oggi il saggio è considerato uno dei testi classici dell'estetica del '900, e continua ad esercitare una forte influenza per l'analisi e la valutazione della cultura di massa. Benjamin si distingue dagli altri pensatori della Scuola di Francoforte, pervenendo ad un giudizio sull'arte di massa non di netta condanna, cercando di evidenziarne sia i rischi sia le potenzialità emancipatorie.

## Edizioni italiane
- L'opera d'arte nell'epoca della sua riproducibilità tecnica. Arte e società di massa, traduzione di Enrico Filippini, introduzione di Cesare Cases, con una nota di Paolo Pullega, Torino, Einaudi, 1991  [1966], ISBN 88-06-12508-7.
- L'opera d'arte nell'epoca della sua riproducibilità tecnica. Arte e società di massa, a cura di M. Valagussa, con un saggio di Massimo Cacciari, Einaudi, 2011.
- in  Opere complete. VI. Scritti 1934-1937, a cura di R. Tiedemann, H. Schweppenhäuser, E. Ganni, H. Riediger, Torino, Einaudi, 2004, ISBN 978-88-061-7083-7.
- L'opera d'arte nell'epoca della sua riproducibilità tecnica. Tre versioni (1936-1939), traduzione di M. Baldi, a cura di F. Desideri, Collana Saggine, Roma, Donzelli, 2011, ISBN 978-88-603-6680-1.
- in  Aura e choc. Saggi sulla teoria dei media, a cura di Andrea Pinotti e Antonio Somaini, Collana Piccola Biblioteca.Nuova serie, Torino, Einaudi, 2012, ISBN 978-88-062-0834-9. [presentata la versione 1935-36 del saggio]
- L'opera d'arte nell'epoca della sua riproducibilità tecnica e altri scritti, traduzione di R. Rizzo, a cura e con uno scritto di F. Ferrari, Collana Testi e Documenti n.220, Milano, SE, 2012, ISBN 978-88-771-0984-2.
- L'opera d'arte nell'epoca della sua riproducibilità tecnica e altri saggi sui media, traduzione e cura di Giulio Schiavoni, Collana Classici moderni, Milano, BUR, 2013,  p. 244, ISBN 978-88-170-6329-6.
- L'opera d'arte nel tempo della sua riproducibilità tecnica (1935/36), a cura di Salvatore Cariati, Vincenzo Cicero e Luciano Tripepi, Collana Testi a fronte, Milano, Bompiani, 2017, ISBN 978-88-452-9401-3.
- L'opera d'arte nel tempo della sua riproducibilità tecnica (PDF), su accademiaravenna.net. URL consultato il 10 aprile 2018 (archiviato dall'url originale il 10 aprile 2018).